# Andrea Wandel
Andrea Wandel (* 1963 in Saarbrücken) ist eine deutsche Architektin und Hochschulprofessorin.

## Leben
Wandel ist eine Tochter des Architekten Hubertus Wandel und die Schwester von Rena Wandel-Hoefer. 1982 begann sie ihr Architekturstudium an der Universität Kaiserslautern, das sie 1990 abschloss. Seit 1994 arbeitet sie als selbstständige Architektin und Stadtplanerin im Architekturbüro Wandel Lorch Architekten. 2011 erhielt sie eine Professur für Entwerfen, Raumbildung und Darstellung an der Hochschule Trier. 2012 wurde sie in den Konvent der Bundesstiftung Baukultur berufen. Zudem ist sie seit 2013 Mitglied der Diözesanbaukommission des Bistums Trier und seit 2015 Mitglied des Planungs- und Gestaltungsbeirates der Landeshauptstadt Mainz, dessen Vorsitzende sie 2018 wurde.

## Auszeichnungen (Auswahl)
Das Architekturbüro Wandel Hoefer Lorch beziehungsweise Wandel Hoefer Lorch + Hirsch erhielt unter anderem folgende Auszeichnungen:
- 2003: Auszeichnung im Rahmen der Verleihung des Deutschen Architekturpreises[3] (nach anderen Quellen: 2. Preis des Deutschen Architekturpreises)[4]
- 2006: Auszeichnung beim Preis des Deutschen Stahlbaues für das Dokumentationshaus der Gedenkstätte Hinzert[5]
- 2007: Auszeichnung im Rahmen der Verleihung des Deutschen Architekturpreises für Dokumentationshaus Hinzert[6]
- 2008: Deutscher Städtebaupreis für das Jüdische Zentrum München[7]
- 2011: Auszeichnung im Rahmen der Verleihung des Deutschen Architekturpreises für Jüdisches Zentrum München, Synagoge, Gemeindezentrum und Museum[8]

## Bauten (Auswahl)
Andrea Wandel beziehungsweise das Architekturbüro Wandel Hoefer Lorch arbeiteten an verschiedenen Projekten mit, unter anderem:
- Stiftskirche Sankt Arnual, Saarbrücken, 1994[2]
- Gedenkstätte Gleis 17, Berlin-Grunewald, 1998[9]
- Neubau Synagoge Dresden, 2001[10]
- Jüdisches Zentrum München, Synagoge, 2006[11]
- Jüdisches Zentrum München, Gemeindezentrum und Museum, 2007[8]
- Hybrid Highrise Pixel 34, Tiflis, Georgien, 2009[2]
- Ökumenisches Forum HafenCity, Hamburg, 2012[12]
- Kolumbarium Karmeliterkirche Boppard, 2017[13]
- Umgestaltung der Auferstehungskirche Überlingen, 2018[14]

## Veröffentlichungen
Andrea Wandel hat Beiträge veröffentlicht (Auszug):
- Bauwerk des Jahres 2012, in DAI regional. Jan 2014 Seite 14
- Ökumenisches Forum HafenCity. in Architektur Premium. Okt/Nov 2013 Seite 66 f
- Ökumenisches Forum HafenCity. in db. 06.2013 Seite 64
- Technical – Ecumenical Forum HafenCity in  Brick Bulletin. Summer 2013 Seite 22 f